# Because of You (album Tony Bennett)
Because of You è il primo album in studio del cantante statunitense Tony Bennett, pubblicato nel settembre del 1952.

## Tracce

### LP
Lato A
1. Because of You – 3:00 (Arthur Hammerstein, Dudley Wilkinson) – Registrato il 4 aprile 1951 al CBS 30th Street Studio, New York
2. I Won't Cry Anymore – 2:48 (Al Frisch, Fred Wise) – Registrato il 4 aprile 1951 al CBS 30th Street Studio, New York
3. The Boulevard of Broken Dreams (Gigolo and Gigolette) – 2:59 (Al Dubin, Harry Warren) – Registrato il 20 aprile 1950, New York
4. I Wanna Be Loved – 3:24 (Billy Rose, Edward Heyman, Johnny Green) – Registrato il 20 aprile 1950, New York

Lato B
1. Once There Lived a Fool – 2:48 (Jessie Mae Robinson) – Registrato il 6 dicembre 1950, New York
2. The Valentino Tango (Noche de amor from Valentino) – 2:39 (Jack Lawrence, Heinz Roemheld) – Registrato il 17 gennaio 1951, New York
3. Cold, Cold Heart – 2:43 (Hank Williams) – Registrato il 31 maggio 1951 al CBS 30th Street Studio, New York
4. While We're Young – 2:23 (William Engrick, Joe Wilder, Morty Palitz) – Registrato il 31 maggio 1951 al CBS 30th Street Studio, New York

## Musicisti
Because of You / I Won't Cry Anymore
- Tony Bennett - voce
- Percy Faith - conduttore orchestra, arrangiamenti
- Russell Banzer - sassofono
- Al Freistat - sassofono
- Bernard Kaufman - sassofono
- Jimmy Abato - sassofono alto, clarinetto
- Stan Freeman - pianoforte
- Frank Carroll - contrabbasso
- Terry Snyder - batteria
- Frank Brieff - violoncello, violino
- Richard Dickler - violoncello
- Frank Miller - violoncello
- Samuel Carmell - violino
- Emanuel Green - violino
- George Ockner - violino
- A. Poliakine - violino
- Julius Schachter - violino

The Boulevard of Broken Dreams (Gigolo and Gigolette) / I Wanna Be Loved
- Tony Bennett - voce
- Marty Manning - conduttore orchestra, arrangiamenti
- Componenti orchestra non accreditati

Once There Lived a Fool
- Tony Bennett - voce
- Mitch Miller - conduttore orchestra
- Marty Manning - arrangiamento
- William Versaci - sassofono
- Jimmy Abato - sassofono alto, clarinetto
- Yank Lawson - tromba
- Carl Poole - tromba
- Bernie Privin - tromba
- Will Bradley - trombone
- Billy Rauch - trombone
- Jack Satterfield - trombone
- Mundell Lowe - chitarra
- Jimmy Jones - pianoforte
- Frank Carroll - contrabbasso
- Norris Shawker - batteria

The Valentino Tango (Noche de amor from Valentino)
- Tony Bennett - voce
- Marty Manning - conduttore orchestra, arrangiamento
- Russell Banzer - sassofono
- W. Brown - sassofono
- William Versaci - sassofono
- Jimmy Abato - sassofono alto, clarinetto
- Al Klink - sassofono tenore
- Ivor Lloyd - tromba
- Charlie Margolis - tromba
- Bernie Privin - tromba
- Will Bradley - trombone
- Billy Rauch - trombone
- Jack Satterfield - trombone
- Mundell Lowe - chitarra
- Stan Freeman - pianoforte
- Frank Carroll - contrabbasso
- Jimmy Crawford  - batteria
- Josè Louis Mangual - bongos

Cold, Cold Heart / While We're Young
- Tony Bennett - voce
- Percy Faith - conduttore orchestra, arrangiamenti
- Allen Hanlon - chitarra
- Frank Carroll - contrabbasso
- M Kaye - pianoforte
- Jack Nidoff - pianoforte
- Frank Miller - violoncello
- M. Grupp - batteria
- Samuel Carmel - violino
- Alexander Cores - violino
- C. Green - violino
- Milton Lomask - violino
- George Ockner - violino
- Julius Schachter - violino
- Sidney Brecher - viola
- Richard Dickler - viola[2]